# 水泡蛾螺
水泡蛾螺（学名：Buccinum pemphigum），是新腹足目峨螺科峨螺属的一种。主要分布于中国大陆，常栖息在潮间带至水深50米。